# Салерано Канавезе
Салера̀но Канавѐзе (на италиански: Salerano Canavese; на пиемонтски: Saleiran, Салейран, на окситански: Salbertran, Салбертран) е село и община в Метрополен град Торино, регион Пиемонт, Северна Италия. Разположено е на 247 m надморска височина. Към 1 януари 2023 г. населението на общината е 466 души, от които 23 са чужди граждани.

## География, административно деление и население
Намира се в североизточната част на Метрополен град Торино, в района Канавезе, вдясно от река Дора Балтеа, в най-вътрешния орографски кръг на Мореновия амфитеатър на Ивреа на древния ледник на Аоста.
Салерано се намира на 44,6 км от град Торино и на 103,7 км от град Милано.
Граничи със следните 5 общини: Банкете и неговия административен остров Джерби Дора, Самоне, Ивреа, Лоранце и Фиорано Канавезе.
Към 1 януари 2023 г. населението на общината е 466 души, от които 23 са чужди граждани, сред които преобладават тези на Румъния (12 души). Български граждани липсват.

## Икономика
Селското стопанство играе важна роля в местната икономика и се основава главно на производството на зърнени култури, пшеница и зеленчуци; също се отглеждат говеда, кози, коне и домашни птици. Индустриалните дейности, ограничени до няколко малки строителни фирми, преработката и консервирането на месо, обработката на каучукови и пластмасови изделия, обработката на камък и производството на мотоциклети и велосипеди, са от малко значение. Не се предоставят по-квалифицирани услуги като банкиране, но разпределителната мрежа все още е достатъчна, за да задоволи основните нужди на общността.

## Топоним
Най-старото свидетелство за името като Salairano представлява най-разпространената форма и произлиза от поземления топоним Salarianus, образуван от латинското Salarius и наставката -anus. Значението на топонима е „фонд, принадлежащ на Саларий“. С името Salerana Салерано се споменава за първи път през 999 г. в грамота на Ото III.

## История
Установено е, че първите жители на района Канавезе са келтското племе саласите. Те се появяват на територията на Канавезе около 5 век пр.н.е. и бързо стигат чак до границите с Верчелезе, Биелезе и Вале д'Аоста.  Привлечени преди всичко от находищата на злато и от позицията на мястото на пътя на Галиите, римляните се опитват да окупират този регион, но при първия си опит през 143 г. пр. н. е. претърпяват тежко поражение, което има тежки последици за Рим. Едва по-късно войната е възобновена и този път надделява Апий Клавдий. Пред римските легиони, които са по-добре подготвени военно и по-многобройни, саласите капитулират, оставяйки над 5000 жерти. Така тази област на Канавезе преминава под властта на Рим, който я държи повече от пет века. Според Плиний през 654 г. римляните основават Епоредия (Ивреа), за да имат укрепено място за спиране на непрекъснатите набези на саласите, не напълно подчинени, и на чуждите нашествия. 
С варварските нашествия Канавезе не е пощадено от окупацията. Първо идват бургундите през 490 г., след това остроготите през 508 г., франките през 553 г.; последвани от саксите, прабългарите, сарматите, след това отново франките и бургундите. 
През 6 век лангобардите създават Херцогство Ивреа като столица, оставайки там до 773 г., без обаче да упражняват непрекъснато и ефективно господство. След тях отново е ред на франките: Ивреа е избрана за столица на маркграфството, което включва освен Графство Ивреа, тези на Торино, Алба, Асти, Бредуле, Ауриате и Алберга. През 888 г. Анскаридите и Беренгарците наследяват франките, които до 1000 г. доминират в района на Канавезе. 
Именно при франките възниква феодализмът – не съвсем ново явление, тъй като от края на 9 век, поради изчезването на средната класа, се формира класата на „силните“ (i potenti), което значително подкопава авторитета на имперското управление. Земите и правата са разпределени по сложен и объркан начин; феодалите действат изключително за собствена изгода; споровете са чести и бандитизмът представлява нормален начин на живот, както и отмъщението. 
В този контекст, който има Ивреа за свой епицентър, е лесно да си представим участието на голямата периферна зона, която включва и територията на Салерано. В кой момент от този исторически период трябва да се вмъкне издигането му е трудно да се установи, защото няма официални данни. Всъщност с името Salerana тази община се споменава за първи път през 999 г. в грамота на Ото III. Друго споменаване е в документ от 1020 г., когато синовете на Ардуин (Гуискард и Ардуин II) правят там асамблея. Сигурно е обаче, че в това селище (не се знае точно от колко време), освен град Ивреа, различни права има и Иврейският капитул, който до 1173 г. е господар на земите там. 
Впоследствие Салерано следва съдбата на Ивреа до 1619 г., когато сред протестите на жителите на Ивреа савойският херцог Карл Емануил I го превръща в маркграфство заедно със Самоне и Банкете и го дава на Франческо Дамас – потомък на древен благороднически френски род. След смъртта му през 1639 г. феодът минава към дъщерите му и съответните им съпрузи: Енрико Емануеле ди Салуцо и Франческо дал Поцо, от благородническо семейство от Алесандрия. През 1672 г. феодът е продаден на Джо Готи, родом от Кераско. С изчезването на това семейство през 1786 г. феодът се връща у Дом Савоя, който година след като отделя Салерано от другите общини, го издига в контадо в полза на Алесандро Склопис – потомък на благородническо семейство от Джавено, за което има сведения от 14 век. Алесандро Склопис е наследен от сина си Федериго Паоло, който е изтъкнат историк и политик; той е кмет на Торино, министър на правосъдието, председател на Сената и председател на арбитража между Англия и САЩ в Женева. Със смъртта на Федериго Паоло фамилията Склопис изчезва и феодът (1878 г.) се връща окончателно към Дом Савоя, споделяйки неговата съдба.

## Забележителности

### Градска архитектура

#### Вила „Склопис“
Вила „Склопис“ (Villa Sclopis) е бивш дом на патрицианското семейство Склопис. Негови известни представители през 19 век са граф Федерико Склопис – министър на правосъдието през 1850 - 1870 г. и президент на Кралската академия на науките в Торино, който пише фундаментални текстове по право, и Виторио Склопис, който в началото на 20 век публикува история на мините и минералогията на Вал Киузела. 
Оригиналното ядро на сградата се състои от вила от 18 век с два надземни етажа и частичен сутерен, с каретен портик пред входа, пристройка за пазача с два надземни етажа и частен параклис. Интериорът е доста трезвен като стил, с малко и скромни декоративни елементи в стил рококо. 
Вилата сменя собственика между двете световни войни: тя е закупена от сем. Яверо, което кара да построят малко 2-етажно разширение от северозападната страна. След Втората световна война тя отива у индустриалеца Адриано Оливети, който я дарява на социалната организация, която я прави дом за деца-сираци. Същевременно е изграден и свързващ корпус с дома на пазача, с колони и балкони отстрани на входа, което води до доста дисхармонично цяло поради разнообразието от стилове и материали.
На главната фасада на параклиса има плоча със следното надпис: SACELLUM HOC S. JOSEPHO DICATUM A.D. MDCCLXXV ALOIS. MORENO EPORED. EPISC. PASTORAL. VISIT. Първото хилядолетие вероятно съответства на годината на построяване на параклиса и на оригиналните сгради.
Сградата е разположена на върха на хълм, близо до ръба на югозападния откос, голяма част от който е заета от прекрасен вековен парк. От другата страна на парка спрямо вилата има средновековна кула с неизползвани селскостопански постройки. Откосите и непарковите земи се поддържат като трева; има овощни дървета като ябълка и череша. и диви есенции – лешник и акация. 
До началото на 2000 г. е седалище на Центъра за професионално обучение по информационни технологии „Карло Гилиено“. НПО смята да я превърне в хоспис за неизлечимо болни пациенти с рак и пациенти с болестта на Алцхаймер.

#### Вила Палавичино
Вила Палавичино (Villa Pallavicino) е историческа резиденция в стил Втора империя. Построена е като елегантна лятна резиденция от маркиз Джузепе Палавичино Моси в началото на 20 век. През 1995 г., след смъртта на последната потомка на маркизите Палавичино Моси – графиня Бианка, резиденцията е пускана за продажба на няколко пъти, сменя доста собственици и е подложена на дълги и неокончателни реставрации.
Намира се на място с 360-градусова панорамна гледка към Мореновия амфитеатър на Ивреа. Сградата, която е с "С"-образен план, е разположена на два етажа плюс мансарда, в явен френски стил. От главната фасада се издават три терасовидни издатини, от които в централния се намира разкошният вход с елегантно стълбище. На приземния етаж има параклис, зала, библиотека, трапезария, килери и кухни; на междинния етаж са галерията и спалните, а на таванския етаж – помещенията за прислугата.

#### Средновековна квадратна кула
На малък хълм, почти доминиращ единствения площад в града, се издига квадратна кула (Torre quadrata), датираща от Средновековието, за която няма точни сведения. Единственото ѝ споменаване е в текст на историка Бенвенути „Ужасни войни между маркизите на Монферат и Савойските князе за владението на Ивреа“, където на с. 183 пише: „... понеже гражданите на Ивреа предвиждаха почти неизбежна войната, на 1 август 1338 г. те заповядаха да се изградят бързо кулата на Монте Марино в Ивреа и още една „ad Cuognonum“, така че те да бъдат пазени, както и другите вече построени, от бдителни стражи, които, когато врагът се приближи, да дадат знак на града да се въоръжи“. На същата страница авторът припомня, че другите кули, освен споменатите, са тези на Балфредо, Романо, Павоне, Монталто и Салерано. Така че кулата съществува вече през 1338 г. 
Анализирайки някои ситуации, можем да се направи изводът, че тя е използвана и в по-късни времена и за други цели. Към края на 18 и в началото на 19 век известният каноник Морета от Ивреа извършва „карбонарна“ (тайна революционна) дейност, като участва в заседания, които се провеждат на най-уединените и най-малко подозрителни места. Тъй като той има няколко имота в Салерано, е възможно да е използвал и въпросната кула, която очевидно е била изоставена. Но това е само предположение.

#### Стенописи на ул. „Склопис“
От страната, която гледа към ул. „Склопис“ (Via Sclopis), на бял свят са извадени два стенописа от края на 16 век или първите години на 17 век. Реконструкцията на композицията подчертава в центъра полуизтрития щит на поръчителя на стенописа, който е „обвит в сребристо и червено“ и е увенчан с корона, който навремето е носела нашлемник. Симетрични са два по-малки щита, „на четвъртинки“, които са разделени на четири части, от които първият и четвъртият по посока на часовниковата стрелка носят еднакви лентови знаци, а вторият и третият носят отличителните знаци на важно и древно семейство от Ивреа – Дела Стрия. Тези два щита според хералдическите конвенции предполагат, че функцията на цялото е да напомни, че клиентът (големият щит) е получил наследството на семейство Дела Стрия чрез жени (майки или съпруги) или поне на един от изчезналите му клонове. Всъщност в „Субалпийския патрициат“ на Антонио Мано на записа „Стрия“ се дава родословието на клон, който изглежда е майката на собственика на големия лентов герб. Но той може да принадлежи и на друга фамилия от Ивреа – Кроти, която има подобен герб, записан през 1614 г. От тази фамилия Мано в записа „Кроти“ дава само един представител – Франческо, който през 1613 г. е назначен за ковчежник на областите Канавезе и Биелезе, и става благородник през 1614 г.

#### Комплекс „Свети Урбан“
На територията на общината се издига диоритен хълмист релеф, наречен Хълм „Сант'Урбано“, до който се стига по черен път. На върха му е едноименният комплекс Сант Урбано, състоящ се от Параклиса на Снежната Мадона (Cappella della Madonna delle Nevi), Средновековната кула на Сант Урбано (Torre Medievale di Sant'Urbano) и Отшелническия дом (Romitorio). 

##### Средновековна кула
Кръглата кула е в предроманско-каролингски стил и поради малките си размери се предполага, че е била сигнален или наблюдателен пост, прикрепен към комплекса на замъка, построен около 1000 г. на мястото, където вече има общност от амброзиански монаси. Замъкът е купен през 1142 г. от град Ивреа и през 1181 г. тя го дава на община Верчели, пораждайки по този начин вековно съперничество. На всяко десетилетие първо господарите на Мерченаско и Валперга, а след това консулите на Ивреа трябва да полагат клетва за лоялност към Верчели. Замъкът най-вероятно е разрушен в периода на Тукините към края на 14 век, като е спасена само кулата, която по-късно претърпява няколко реставрации. 
Малко се знае за нея през следващите векове, освен че със сигурност е използвана като камбанария вероятно през 1200 г., когато е построена църквата близо до руините на замъка. Реставрирана през 1935 г. През 1961 г. строителните инженери обявяват кулата за опасна, като казват да не се бият камбаните. През юли 1976 г. мълния ѝ причинява сериозни щети, което привлича вниманието на Управителния съвет. Той след проверка установява нейната историко-художествена и ландшафтна стойност и отбелязва необходимостта от осигуряване на подходящи консолидационни и реставрационни работи, които са извършени в 1987 г.

### Религиозна архитектура

#### Енорийска църква
Учредяването на енория в Салерано е едва през 1944 г.; първоначално тя зависи от тази на Банкете, чийто енорийски свещеник идва в Салерано за религиозни служби в много малка църква на площада. Тя впоследствие е разширена с два странични кораба и с олтарната апсидата, както и с издигането на тавана. Това става възможно благодарение на даренията на населението, с приноса на Общината и на новия енорийски свещеник по отношение на обзавеждането. Новата енория е посветена на Свети мъченик Дефенденте, покровител на каруцарите – категория, която по това време е широко представена в града. Що се отнася до камбанарията, има любопитна бележка на Бертолоти в „Разходки в Канавезе“, която гласи: „През 1844 г., след като получи правото на енория, Общината решава да построи камбанарията върху разрушената кула: Кметът и съветниците скоро отидоха в Торино при Негово Величество Карл Алберт, като го помолиха за камбанарията, и казваха, че се пада на Короната. Кралят, виждайки общинското тяло да го моли за нужен обект, който е в разруха, за която се увери, че му принадлежи, охотно го предостави. Междувременно един господин, когото тази камбанария щяла да притесни много, след като научи за подаръка, се обърна към общината и като плати хиляда лири, постигна това кулата и камбанарията да бъдат построени другаде". Днес енорийската църква на Салерано е върната към стария си блясък.

#### Комплекс „Свети Урбан“̠ː църква и параклис
Има данни за първата сграда, построена около 1200 г. в чест на Свети папа Урбан. Кратко описание се съдържа в доклад, представен от монсеньор Асинай през 1652 г.: „На високо и светло място на границите на Банкете, Самоне и Салерано е построен този параклис с името Sant'Urbano Papa”. През 1699 г. тя е посетена посетена от монсиньор Льо Сорие, който я описва подробно, разкривайки, че „има фасадата, обърната към изток, и кораб с дължина 14 стъпки и 8 ширина“.  
През 1788 г. Салерано става част от енорията на Банкете и църквата е посветена на Сан Дефенденте, но продължава да бъде много важна за населението. Остава окончателно на заден план през 1844 г., когато е издигната енорийската църква. От 18 век литургиите се отслужват в църквата само в редки случаи и от монаси отшелници, които остават да живеят в Отшелническия дом (Romitorio). Но едва през 19 век се заговорва за построяването (или реставрирането?) по желание на населението на църквичка, посветена на Снежната Мадона (Madonna delle Nevi).

##### Отшелнически дом
Намира се между църквата и кулата. Не е известно със сигурност кога е издигнат, но при пастирското посещение през 1730 г. се уточнява, че той има шест стаи, две от които се използват като кухня и спалня, а останалите –за склад и изба. Реставриран през 1935 г., той не е подложен на други реставрационни работи чак до 1987 г..

## Образование
Не разполага с детски градини и училища. 
- Детските градини, началните училища (от 1-ви до 5-и клас вкл.) са в Банкете и Самоне
- Средните училища от първа степен (от 6-и до 8-и клас вкл.) са в Банкете и Ивреа
- Средните училища от втора степен (от 9-и до 12-и клас вкл.) са в Ивреа

## Известни личности
- Федерико Паоло Склопис (10 януари 1798 – 8 март 1879), италиански юрист, политик и магистрат, председател на Сената на Кралство Италия